# Crave (chanson)
Pour les articles homonymes, voir Crave.
Singles de Madonna (en duo avec Swae Lee)
Medellín God Control
Pistes de Madame X
Killers Who Are Partying
(6) Crazy
(8)
Crave est une chanson du 14e album studio de Madonna, Madame X, dont elle est la septième piste. Ce single est interprété par la chanteuse, en duo avec Swae Lee, et sort le 10 mai 2019.
La chanson a été écrite par les deux artistes et Starrah, tandis que la production a été assurée par Madonna, Mike Dean et Billboard. Il a été publié par Interscope Records pour le téléchargement numérique et le streaming en tant que deuxième single de l’album le 10 mai 2019.
La chanson a été notée comme une ballade pop, trap, hip hop inspirée de la musique Fado, avec les paroles parlant du désir et de l’envie de quelqu’un qui s’enfuit. C’était l’une des premières chansons que Madonna a écrites pour Madame X, mais elle a mis le travail en attente quand elle a commencé à travailler avec d’autres musiciens à Lisbonne. Quand elle a revisité la chanson, Madonna est arrivée à la conclusion qu’une voix masculine était nécessaire pour l’inclusion et a approché Swae Lee pour chanter avec elle, car elle était fan de sa voix.
« Crave » a reçu des critiques généralement positives de la part des critiques musicaux, qui ont fait l’éloge de son son. Cependant, certains ont trouvé la chanson oubliable. Aux États-Unis, il atteint la onzième place du classement Adult Contemporary de Billboard, devenant son plus grand succès depuis Frozen (1998). Il a également donné à Madonna son 49e succès numéro un sur le classement Dance Club Songs. Sur le UK Single Sales Chart, il a atteint le numéro 51. Un clip d’accompagnement, réalisé par Nuno Xico, est sorti le 22 mai 2019. Il met en vedette Madonna et Swae Lee chantant la chanson sur un toit de New York. Un remix de la chanson a été créé par Tracy Young et interprété lors de la tournée Madame X Tour (2019-2020) de Madonna.

## Contexte et composition
En 2017, Madonna a déménagé à Lisbonne, au Portugal, à la recherche d’une académie de football de premier plan pour son fils David, qui voulait devenir un joueur de football professionnel. Alors qu’elle vit en ville, elle commence à rencontrer des artistes, des peintres et des musiciens, qui l’invitent à des « séances de salon ». Lors de ces séances, ils apportaient de la nourriture, s’asseyaient autour de la table et les musiciens commençaient à jouer des instruments, chantant du fado et de la samba,. Le 15 avril 2019, Madonna a révélé « Madame X » comme titre de l’album. Pour l’album, elle a travaillé avec Mirwais, son collaborateur de longue date, qui avait déjà travaillé sur ses albums Music (2000), American Life (2003) et Confessions on a Dance Floor (2005), ainsi que Mike Dean, qui était producteur sur Rebel Heart (2015) et Diplo.
Madonna a déclaré que « Crave » était l’une des premières chansons qu’elle a écrite pour Madame X, mais a dû être mise en attente lorsqu’elle a commencé à travailler avec d’autres musiciens à Lisbonne. Quand Madonna a revisité toutes les chansons qu’elle avait écrites, elle a réécouté le morceau et a pensé qu’une voix masculine était nécessaire dessus, et a demandé à Swae Lee de chanter avec elle parce qu’elle aimait sa voix. Madonna s’étant approchée de lui, Swae Lee a dit qu’il était très excité ; « Nous nous sommes détendus dans le studio de Los Angeles. Juste moi, elle et Mike Dean [...] et nous faisions rebondir des idées l’un sur l’autre, c’était cool. ».
« Crave » a été écrit par Madonna, Swae Lee et Starrah, tandis que la production a été assurée par le chanteur, Dean et Billboard. Il a été décrit comme une ballade midtempo pop trap, et hip hop qui met en vedette la guitare acoustique et le beat hand-clap,,.
Lyriquement, selon Madonna, la chanson parle de « désir et de désir », et de « poursuite de [quelqu’un qui] s’enfuit ». Il présente l’influence de la musique traditionnelle de Fado de Lisbonne et commence avec Madonna chantant « Je suis fatigué d’être loin de chez moi, loin de ce qui peut aider, loin de là où c’est sûr », étant une référence probable au fait que l’album a été créé alors qu’elle vivait à Lisbonne,. Madonna « soupire et chante à bout de souffle » jusqu’à ce que Swae Lee se joigne à elle pour un « refrain-aéré » sur des sentiments qui ne s’estompent jamais, alors que les deux chantent « Parce que tu es celui dont j’ai envie / Et mes envies deviennent dangereuses », avec leurs voix « se tordant l’une autour de l’autre » jusqu’à ce qu’elles s’enferment en place. Daniel Megarry de Gay Times a noté que « Crave » est sonorement « une continuation de l’ambiance que Madonna a débutée avec le single principal Medellín, s’éloignant du son lourd de dance des albums précédents Rebel Heart et MDNA et dépouillant les choses à la Ray of Light, son opus magnum ».

## Réception critique
« Crave » a reçu des critiques généralement positives de la part des critiques musicaux. Écrivant pour Rolling Stone, Rob Sheffield l’a considéré comme l’un des « vraiment grands moments de Madonna » sur Madame X. Toujours dans le magazine, 
- Emily Zemler a qualifié la chanson de « numéro pop sensuel sur la faim d’une autre personne », louant le « couplet parlant doucement » de Swae Lee[13].
- El Hunt de NME a qualifié la chanson de « moment discret » qui rappelle le sentiment de « chagrin » du quatrième album studio de Madonna, Like a Prayer (1989), « et pourtant ne sonne rien de tel »[11].
- Écrivant pour Idolator, Mike Wass a estimé que c’était « la troisième et (facilement) plus commerciale coupe de Madame X [...] un groovesexy et mid-tempo, il évoque l’époque de Hard Candy, mais le ton ici est plus doux et plus romantique », concluant finalement que « si la radio n’ignorait pas toute l’existence de Madonna, elle sonnerait parfaitement sur les formats pop et rythmiques »[14].
- Pour Jeremy Helligar de Variety a déclaré que cela « ne sonnerait pas hors de propos sur le dernier album d’Ariana Grande»[8].
- Sal Cinquemani de Slant Magazine a loué la « crudité » de la voix de Madonna, qui, selon lui, « amplifie la nudité de ses paroles ».
- Robbie Barnett du Washington Blade, l’a qualifié de meilleure collaboration vocale de l’album[15].
- Sean Maunier, pour Metro Weekly, l’a qualifié d'« arrestation et d’éthéré [...] on dirait que cela vient d’un monde complètement différent »[16].
- Nicholas Hautman de Us Weekly a estimé que « Crave » et la piste de l’album « Crazy » ont tous deux « le potentiel d’être des chansons [de chœurs] de stade s’ils figurent sur les setlists live de Madonna »[17].
- Pour The Guardian, Ben Beaumont-Thomas a dit que « Crave » comptait avec une « mélodie élégante et tendre qui vous entoure plutôt que de vous pousser à la soumission »[18].
- Daniel Welsh du HuffPost, a estimé que c’était l’un des moments de Madame X où Madonna devient introspective[19].
- Chris DeVille, de Stereogum, a qualifié la chanson de « ballade brumeuse qui fait que Madonna s’émouve sur la programmation de la batterie trap sonne comme la chose la plus naturelle au monde »[20].
- De Gay Star News, Jamie Tabberer était plus critique : « Avec des guitares twangy et du rap doux de Swae Lee, cette ode langoureuse à l’amour obsessionnel [...] est trop indistincte, et la livraison est louche »[21].
- Jonny Coleman, du Hollywood Reporter, a déclaré que la piste sonnait comme un « reste de Rihanna » et l’a jugée oubliable[22].
- Rich Juzwiak de Pitchfork a rejeté la chanson comme une « tentative nue de marquer Madonna son propre ′′We Belong Together′′ », critiquant sa prestation vocale pour être « plate comme un déni »[23].

## Promotion
Aux États-Unis, « Crave » est devenu le plus grand début de Madonna dans le classement Adult Contemporary de Billboard, débutant à la 19e place, pour le numéro daté du 8 juin 2019. Il est devenu sa 37e entrée dans les charts et sa 2e apparition dans la décennie 2010 après Ghosttown (2015).
La semaine suivante, la chanson a grimpé de quatre places à la 15e place, devenant la chanson « la plus ajoutée » de la semaine. La chanson a ensuite atteint son sommet de 11, devenant le plus grand succès de Madonna dans le classement Adult Contemporary depuis Frozen (1998). La chanson a également atteint la 34e place du classement Adult Pop Songs, devenant sa 21e entrée dans le classement et son plus grand succès depuis Give Me All Your Luvin' (2012).
« Crave » a également dominé le classement américain Dance Club Songs pour la date de sortie du 16 novembre 2019, devenant le 49e single de Madonna à le faire au total.
Au Royaume-Uni, la chanson a atteint la 51e place du classement officiel des ventes, ne passant qu’une semaine dans le classement. De même, sur le UK Download Chart, « Crave » a fait ses débuts à son apogée de numéro 49 pour la semaine commençant le 17 mai 2019. En Écosse, le titre a culminé à la 64e place, restant dans le Scottish Singles Chart pendant une semaine. Sur la French Download Chart, la chanson a également fait ses débuts à son apogée de numéro 23, tandis qu’en Hongrie, la chanson a atteint le numéro 28 sur le Single Top 40,. « Crave » a également culminé à la 19e place du classement suédois Heatseeker et à la 22e place du classement Billboard China des chansons en langue étrangère,.

### Clip vidéo
Le clip de « Crave » a été réalisé par Nuno Xico et est sorti le 22 mai 2019. Madonna avait déjà posté un teaser sur son compte Instagram la veille, alors qu’une coupe rugueuse et inachevée avait été téléchargée par inadvertance par Xico sur son compte Vimeo,. La vidéo, qui alterne entre le noir et blanc et la couleur, montre Madonna et Swae Lee chantant le morceau sur les toits de New York. Il s’ouvre sur Madonna, dans le rôle de son alter ego « Madame X », écrivant une note d’amour sur un rouleau. Elle dit alors en voix off : « Je t’attends. Je t’ai toujours attendu. Je suis attiré par le danger, j’en ai envie. »,  À la suite de cela, elle libère un pigeon voyageur avec une note qui cite The Heart Is a Lonely Hunter'' (1941) de Carson McCullers, qui finit par se rendre à Swae Lee,. Le clip montre ensuite Madonna dansant seule à l’intérieur d’un entrepôt vide, entrecoupé d’images de Swae Lee torse nu sur un toit rempli de pigeonniers,. La scène finale les montre tous les deux réunis sur un toit. Ils se tendent la main dans un plan qui rappelle La Création d’Adam de Michel-Ange, tandis que deux pigeons s’envolent,.
Alexa Camp de Slant Magazine, Slant Magazine a salué le clip pour être plus simple que celui du précédent single de Madonna « Medellín », bien qu’elle ait critiqué les mouvements de danse "hyper-sexualisés" de la chanteuse.
Le personnel de Billboard a qualifié le visuel de « subtil » et l’a considéré comme « un clin d’œil aux Pigeon Keepers bien-aimés de Brooklyn ».
Trey Alston de MTV a estimé que la vidéo était « stupéfiante, particulière et merveilleuse », et a également déclaré que « si vous avez toujours voulu savoir si Madonna peut vous surpasser, cette vidéo offre la preuve que, sans aucun doute, oui elle le peut ». Selon Wass, « le visuel élégant et magnifiquement filmé est merveilleusement discret », et a déclaré qu’il s’agissait de « l’offre la plus contemporaine de Madonna depuis très longtemps ».

### Performance en live
Le remix de Tracy Young de « Crave » a été inclus sur la tournée Madame X Tour (en 2019-2020) de Madonna. Il a été joué avant le rappel et a trouvé la chanteuse, qui a été rejointe par ses filles jumelles Estere et Stella Ciccone, au milieu de « paillettes et fourrures » et d’un bal discograndeur nature.
La performance a été saluée par Aidin Baziri, du San Francisco Chronicle, qui a affirmé que « comme [Madonna] glissait sur la scène [...] il est devenu clair d’où Katy, Miley, Britney, Gaga et Gwen ont toutes obtenu leurs mouvements et leur gomme ».
Le 25 novembre 2019, lors de son spectacle au Wiltern Theatre de Los Angeles, Swae Lee s’est joint à Madonna pour la représentation.

## Crédits et personnel
- Madonna – scénariste, chant, producteur
- Swae Lee – scénariste, chant
- Starrah – écrivain
- Mike Dean – producteur
- Billboard – producteur

Crédits et personnel adaptés des notes de pochette de l’album Madame X.